# Serica inaequalis
Serica inaequalis är en skalbaggsart som beskrevs av Ahrens 2007. Serica inaequalis ingår i släktet Serica och familjen Melolonthidae. Inga underarter finns listade i Catalogue of Life.